# El Arenosillo
El Arenosillo est une base de lancement  de fusées-sondes située sur le territoire de la commune de Moguer (province de Huelva) dans le Sud de l'Espagne, et au bord de l'Océan Atlantique. Cet établissement dont le nom officiel est « Centro de experimentación de El Arenosillo » (CEDEA) est géré par l'Institut national de technique aérospatiale (INTA). C'est le premier site de lancement de fusées-sondes espagnoles.

## Histoire
Le premier tir a eu lieu le 14 octobre 1966. En 1994, 557 fusées-sondes avaient été lancées depuis ce site principalement de type Skua , Loki-Dart , Nike-Cajun , INTA-255 et INTA-300 et Skylark. La base sert également de site d'expérimentation pour les drones, et de centre de certification de composants de l'industrie aérospatiale. Des lâchers de ballons météorologiques y sont également effectués.
Le premier vol du petit lanceur suborbital mono-étage Miura 1 est effectué le 7 octobre 2023 depuis ce site.